# Quiché Fútbol Club
Quiché Fútbol Club es un equipo de fútbol del departamento de Quiché en Guatemala. Actualmente milita en la Primera División de Guatemala, la segunda liga más importante del país.

## Historia
El club fue fundado en 1956 en el departamento de Quiché. de 1959 a 1960 y de 1961 a 1962 participó en la liga nacional.

### Torneo Clausura 2019
En el torneo clausura 2019, el club fue descalificado de la final debido a ser sancionado por alterar identidad de futbolistas y castigado con multa de Q25 mil quetzales, además de ser excluido de la competición correspondiente a la temporada 2018-2019. Con esto el Deportivo Mixco se coronó campeón del torneo.

### Torneo Clausura 2021
En el torneo clausura 2021, el club se coronó campeón por primera vez de la Primera División derrotando a La Nueva Concepción en 2-0 con un global de 2-1 a favor de Quiché.

## Estadio
El equipo juega de local en el Estadio Municipal de Santa Cruz del Quiché, en el municipio del mismo nombre.

## Entrenadores
- Ángel Orellana (2016)[5]
- Henry Barrientos (2018)[6]
- Iván León (2018 – 2019)[7]
- Héctor Julián Trujillo (2019)[8]
- Carlos Romero (2020)
- Edwin Vásquez (2020)[9]
- Carlos Ruiz (2020)[9]
- Francisco Melgar (2021 – 2022)[10]
- Marvin Hernández (2022)
- Roberto Gamarra (desde 2023)

## Palmarés
| Competición nacional   | Títulos | Subcampeonatos |
| ---------------------- | ------- | -------------- |
| Primera División (1/1) | 2020-21 | 2018-19        |